# 郅都
郅 都（しつ と、生没年不詳）は、前漢の景帝時代の酷吏と呼ばれた官吏の一人。または「蒼鷹」（獰猛な猛禽類）とも呼ばれて周りから恐れられた。

## 略歴

### ひととなり
河東郡楊県（『漢書』によると大陽県）の人である。彼は若い時から志を抱き、文帝時代に郎（宮中侍従官）として仕官した。景帝の世になると、彼は中郎将（郎中の長官）に任命された。彼は気性が激しく、自分が思ったことは、朝廷の場で大臣でも無遠慮に意見や直言を言い、彼らを屈服させることは日常茶飯事だったという。

### 台頭
ある日、景帝は寵愛する邯鄲の人である賈姫（趙敬粛王劉彭祖と中山靖王劉勝の生母）を伴って、上林苑へ狩りに出かけて、郅都も同伴した。それから賈姫が厠に用を足した時に、突然野生の猪が彼女がいる厠に猛進した。景帝はこれを見て郅都に目配せした。だが、郅都は助けに行こうとしなかったので、景帝は自ら武器を取って助けに行こうとした。すると郅都は景帝の前に平伏して言った。「ご側室が失われようとも陛下にはたくさんのご側室がございます。ですが陛下はたったお一人であります。陛下の身になにかあった時は漢の宗廟やご生母の竇太后はどうなされまするか？」と直言した。景帝は行くのをやめ、やがて猪は厠から出て来て森林に立ち去ったという。幸い賈姫は無事だった。景帝の生母の竇太后はこれを聞いて彼に金百斤を与えた。これ以来、郅都は天子や竇太后の信頼が絶大となり重用されたという。

### 出世の始まり
ある時、斉国済南郡の有力豪族の瞯（かん）氏は一門の数が三百余人に上り、法律を平気で犯し、また犯罪者を堂々と匿ったという。また勢力が強く狡猾だったために代々の済南太守は全く手を出せない有様であった。そこで景帝は郅都を召し出して済南太守に命じた。郅都は着任するとすぐに瞯氏一門のうち最も悪辣な家を一族皆殺しにし、他の者はその措置に震え上がった。果して済南郡は一年前後で治安が治まり、人々は道に落ちてるものを拾わないほど、郅都を畏れ敬ったのであった。周りの郡は彼を丞相の如く恐れたという。
郅都は勇猛果敢で、公平で質朴な人柄で無私で自邸には財産はあまりなかったという。また彼は賄賂を徹底的に拒否していた。また、彼は「私は親に逆らって今の自分がある。だから天子のために死も恐れず職を務めて当然であり、妻子のことなど省みぬ」と自分の信念を述べたという。
また南陽郡の人の寧成が済南都尉として赴任した。彼の名声を聞いていた郅都は彼を快く迎え付き合ったという。

### 栄華
郅都の勤務状況を聞いた景帝は紀元前148年に彼を召喚して、中尉（首都警備長官）に昇進させた。そして景帝は間もなく、外戚の禍を断つために、前皇太子（廃嫡された後は臨江王に冊封、諡は閔王）劉栄の母方の栗氏一族を郅都に命じて全て誅滅させている（『漢書』衛綰伝より）つまり、景帝はそのために郅都を呼び戻して中尉に任命したのである。彼は歴戦の猛者である丞相の条侯周亜夫に対しても、拝礼はせず会釈をするのみであったという。そして、彼が「蒼鷹」と恐れられるように裁く相手が皇族であろうと、漢の元勲の末裔であろうと容赦なく厳格かつ苛酷に取り調べたという。そのために皇族も貴族も郅都を直視できず、彼に会うと目を逸らしたという。
前述した臨江王劉栄は、宗廟を建てるべき地に宮殿を建てるという法律違反を犯した。景帝は劉栄を召喚して、腹心の郅都に自分の息子を取り調べるよう命じた。郅都は峻烈に、劉栄を容赦なく取調べし、劉栄が無実の釈明文を認めたいと嘆願しても「情によって法に手心が加わるのは許せない」と言う信念から断固としてそれを許さず、釈明文を書かせなかった。これを見兼ねた魏其侯竇嬰（竇太后の従子）は劉栄が生まれた時から太子時代までのお傅役だったために見るに忍びず、家臣に命じて刀筆（木簡を削って誤字訂正するための刀子と筆）を秘かに手渡して劉栄の無実の釈明文の手助けをさせたという。郅都によって憔悴し切った劉栄は釈明文を記し終わると牢番役に渡して、その刀子で自決をして果てたという。

### 転落と意外な末路
臨江王劉栄の祖母の竇太后はこの報を聞いて怒り狂い、竇太后は郅都を法律違反で免官にした。だが郅都を信頼していた景帝は彼を匈奴と国境にある雁門太守として自邸から直接、赴任させ、また職務では独断で遂行してよい特権を与えられたという。彼の事を聞いていた匈奴は恐れて北方に移動して、郅都が召喚されるまで雁門郡に攻めなかったという。匈奴は郅都の木人形を作らせて、それを騎射する試みをしたが誰も恐れてできなかったという。
やがて竇太后が郅都を法律違反で失脚させるよう仕向けたが、景帝は「郅都は忠臣であります」と言い取り合わなかった。しかし孫の劉栄の非業の死に復讐心を燃やす竇太后は息子に対して「それでは郅都が忠臣であって、臨江王は忠臣ではなかったのですか？」と叫んで、彼女が憎悪した郅都を極刑にするよう迫り、郅都を庇っていた景帝も母に根負けして、ついに郅都を都に召喚して市場で処刑し、晒し首にした。
後に彼の遺体は、その死を惜しんだ景帝の計らいで、郷里に丁重に埋葬された。